# D 350 (Türkei)
Die Straße D 350 (Devlet yolu 350) ist eine insgesamt 308 km lange Straße in der Türkei. Sie führt in drei getrennten Abschnitten von Seydikemer im Osten der Provinz Muğla nach Ereğli (Konya).

## Verlauf
Die Straße führt von Seydikemer, wo sie von der südlichsten West-Ost-Achse D 400 abzweigt, nach Nordosten über den Karabel-Pass (1300 m) zur Einmündung der Straße D 585 (Europastraße 87) und, jetzt zugleich als Europastraße 87, weiter nach Korkuteli, wo sie von der Straße D 635 gekreuzt wird. Knapp nördlich von der Küstenstadt Antalya endet der erste Abschnitt an der D 650.
Der zweite Straßenabschnitt beginnt in Bozkır an der Straße D 340, führt nach Osten und kreuzt in Belören die D 705 und führt zur D 715, die Konya mit Karaman verbindet.
Der dritte Abschnitt zweigt in Karaman von der D 715 ab und führt nach Ostnordosten über Ayrancı nach Ereğli (Konya). Dort endet sie an der D 330.